# Нагорная улица (Москва)
Наго́рная улица (до 1951 — Катуаровское шоссе, в просторечии «Катуаровка», входит в состав Москвы с 1936 г.) — улица в Юго-Западном административном округе города Москвы на территории района Котловка. Расположена между Нагорным проездом и Нахимовским проспектом, пересекает улицу Ремизова. Нумерация домов ведётся от Нагорного проезда.

## Происхождение названия
Название дано 23 апреля 1951 года по характеру рельефа местности, по которой пролегает улица. Старое название — Катуаровское шоссе, по кирпичному заводу Катуар, к которому вело шоссе.

## История
Катуаровское шоссе, которое в 1951 году было переименовано в Нагорную улицу, получило своё название от владений династии предпринимателей Катуаров: шёлкокрутильной фабрики (с 1928 — «Красная крутильщица», с 1995 — ОАО «Крунит») и кирпичного завода (бывш. — князя Грузинского). Фабрика возведена на месте кирпичного завода из кирпича им же изготовленного.

## Здания и сооружения
По нечётной стороне:
- № 3 — здание шёлкокрутильной фабрики Катуар (1892 г.). После пожара в 2014 г. перестроено в бизнес-центр
- № 5, к. 1 — жилой дом фабрики "Красная крутильщица", 1954 г. постройки (инд. проект).
- № 5, к. 2 —  фабричное общежитие 1939 года постройки
- № 5, к. 4 — бывшее здание казармы при фабрике,  краснокирпичное, 1910 года постройки, стояло в руинах с семидесятых;  в 2013 г. перестроено под клубный дом бизнес класса «Кант»: надстроено тремя этажами, пристроены лифтовые шахты, вентфасад, внешний вид полностью изменен
- № 7, к. 1 — жилой дом 1940 года постройки в стиле постконструктивизма. В левом крыле находилась детская поликлиника, в правом - гастроном. Был выселен под реконструкцию, но в 2008 — 2014 гг. работы заморожены. Наконец к 2019 году был перестроен, лишён отделки и карнизов, надстроен. Ныне — жилой
- № 9 — пожарно-спасательный колледж № 57 — бывшее ПТУ-66. Здание построено в 1939 году
- № 17, к. 1 — «Зеркальная фабрика»
- № 11 — довоенный жилой дом в стиле постконструктивизма.
- № 13, к. 2, 3, 4 — 3-этажные дома, построенные в 1940-е годы
- № 33, к. 1 — магазин «Автозапчасти»
- № 35 — жилой пятиэтажный дом («хрущёвка»)
- № 37 — магазины «Дикси», «Мир Детства»

По чётной стороне:
- № 4 — жилой дом 1950 года, оставшийся от жилых построек шёлкокрутильной фабрики
- № 4а — здание бывшего детского сада, 1939 г.
- № 6 — новое здание ОВД "Котловка", построенное на месте исторических домов 6 (вневедомственная охрана), 8 и 10 (жилые двухэтажные)
- № 16 — здание бывшей школы № 560, построенное по типовому проекту в 1936 году. В середине 1980-х был проведён капитальный ремонт, и здесь расположилась специальная коррекционная школа № 1111
- № 20 — довоенный жилой дом. На нём хорошо видна рустовка, имитирующая крупные блоки. Такая отделка характерна была для многих довоенных зданий на Нагорной улице
- № 22 — школа-интернат № 60, построенная по проекту Б. Г. Леонова (так называемая «мраморная»). Фасад отделан под камень, декорирован под рустовку и имеет фигурные резные карнизы. Проект был утверждён в 1939 году, тогда же и построена школа, получившая № 568. На ней заканчивалась довоенная застройка рабочего поселка, и шоссе (нынешняя Нагорная улица) уходило на юг в поля, придерживаясь той же трассы, что и сейчас. Мемориальная доска на входе сообщает, что здесь формировался 67-й гвардейский миномётный Мелитопольский полк
- № 38, к. 1 — жилой дом, на первых двух этажах детская поликлиника[4]

## Транспорт
- От станции МЦК «Верхние Котлы» автобусами 944, 965
- От станции метро «Нагорная» автобусами 119, 142, 317, 529, 926
- От станции метро «Нахимовский проспект» автобусами м19, е29, т52
- От станции метро «Академическая» автобусами 119, 142, 529, 934, с5
- От станции метро «Профсоюзная» автобусами м19, е29, 944, т52
- От станции метро «Новые Черёмушки» автобусом с5

## Улица в произведениях литературы и искусства
Упоминается в песне Владимира Высоцкого «Пародия на плохой детектив»:
Клуб на улице Нагорной

Стал общественной уборной